# Myriophyllum artesium
Myriophyllum artesium är en slingeväxtart som beskrevs av David A. Halford och Fensham. Myriophyllum artesium ingår i släktet slingor, och familjen slingeväxter. Inga underarter finns listade i Catalogue of Life.